# Mido
Ahmed Hossam Hussein Abdelhamid (arab. أحمد حسام حسين عبد الحميد) (ur. 23 lutego 1983), bardziej znany jako Mido – egipski piłkarz występujący na pozycji napastnika, a także trener.

## Kariera klubowa

### Zamalek i Gent
Mido urodził się w Kairze, zaś swoją piłkarską karierę rozpoczął w 1999 roku w Zamalek SC, klubie egipskiej Premier League. W ciągu czterech spotkań, w których wystąpił udało mu się zdobyć trzy gole, czym zwrócił na siebie uwagę belgijskiego klubu KAA Gent, do którego ostatecznie trafił w 2000 roku. Podczas swojego pierwszego i zarazem ostatniego sezonu w Belgii udało mu się zdobyć nagrodę Belgijskiego Hebanowego Buta.

### Ajax Amsterdam
W 2001 roku Mido trafił do klubu holenderskiej Eredivisie, Ajaxu Amsterdam. Po starciu z jednym z obrońców podczas spotkania Pucharu UEFA z Apollonem Limassol Egipcjanin doznał wstrząsu mózgu. Powrócił dopiero na wygrany 5-1 ligowy mecz z SC Heerenveen. Jednakże w spotkaniu z FC Twente został wyrzucony z boiska za kopnięcie rywala, zaś później otrzymał karę dyskwalifikacji na okres trzech spotkań. Ponownie w barwach Ajaxu wystąpił w ligowym starciu z Vitesse Arnhem, gdy został wprowadzony na plac gry w 75. minucie. W marcu 2002 roku nie znalazł się w kadrze na prestiżowe spotkanie z Feyenoordem, ponieważ między nim a menadżerem klubu Ronaldem Koemanem doszło do konfliktu i Mido postanowił wyjechać do Kairu na krótki urlop. W finale pucharu Holandii przeciwko FC Utrecht Egipcjanin pokonał bramkarza rywali, zaś Ajax wygrał samo spotkanie dzięki czemu sezon 2001/02 zakończył z dubletem (puchar plus mistrzostwo).

### Pozostałe kluby
1 marca 2003 został wypożyczony na cztery miesiące do hiszpańskiej Celty Vigo. Po powrocie z wypożyczenia podpisał kontrakt z Olympique Marsylia. Kwota transferu wynosiła 12 milionów euro. W nowym klubie zadebiutował w spotkaniu przedsezonowym z Dinamem Bukareszt. Pierwsze ligowe spotkanie zagrał natomiast 2 sierpnia. W sezonie 2003/04 zagrał jeszcze w 21 meczach. Następnie, w sierpniu 2004 przeszedł do AS Roma. We włoskiej drużynie wystąpił tylko w 8 spotkaniach, został więc wypożyczony do Tottenhamu Hotspur. W nowym klubie zadebiutował 5 lutego w meczu z Porsmouth, w którym strzelił dwie bramki. Gdy zakończył się czas wypożyczenia Tottenham wykupił Egipcjanina za kwotę 4,5 miliona funtów. W sezonie 2006/07 Mido nie wychodził zbyt często w wyjściowej jedenastce. Zagrał tylko w 12 ligowych meczach. 16 sierpnia za sumę 6 milionów funtów został kupiony przez Middlesbrough. O pozyskanie Mido starał się także Birmingham City i Sunderland. W ekipie Boro zadebiutował 18 sierpnia w meczu z Fulham, w którym strzelił bramkę. Mido w tym klubie zagrał w 26 meczach, w których zdobył sześć bramek, po czym, w styczniu 2009 roku został wypożyczony do Wigan Athletic. W drużynie tej zadebiutował 28 stycznia w zremisowanym 1:1 spotkaniu z Liverpoolem. W meczu tym Mido zdobył także bramkę. Po rozegraniu 12 ligowych spotkań, po sezonie Mido wrócił do Middlesbrough, które spadło w tym czasie z Premier League. W letnim okienku transferowym Mido powrócił do El Zamalek na zasadzie wypożyczenia. Następnie w ostatniej chwili przed zamknięciem zimowego okienka transferowego 01.02.2010 został po raz kolejny wypożyczony przez Middlesbrough, tym razem do West Ham United.

## Kariera reprezentacyjna
W reprezentacji swojego kraju Mido zadebiutował 6 stycznia 2001 w wygranym 2-1 meczu z Zjednoczonymi Emiratami Arabskimi. W 50. minucie tego pojedynku zdobył swojego pierwszego gola w kadrze. Rok później Mahmoud El-Gohary powołał go na Puchar Narodów Afryki. Egipt na tym turnieju dotarł do ćwierćfinału, w którym przegrał 1-0 z Kamerunem a sam Mido zagrał w czterech spotkaniach zdobywając przy tym jedną bramkę (w wygranym 2-1 meczu z Zambią). Dwa lata później został powołany przez Mohsena Salaha do składu na następny Puchar Narodów Afryki. Na tunezyjskich boiskach Faraonowie nie zdołali wyjść z grupy zajmując w niej trzecią lokatę a wychowanek Zamaleku zagrał we wszystkich trzech meczach swej ekipy. Mido wystąpił także w Pucharze Narodów Afryki, który odbywał się w jego ojczyźnie, wówczas selekcjonerem kadry był Hassan Shehata. Na tej imprezie Egipcjanie zostali Mistrzem Afryki a sam Mido wystąpił w czterech spotkaniach swojej ekipy, strzelając w nich jednego gola (w wygranym 3-0 meczu z Libią). Łącznie w barwach narodowych wystąpił 50 razy i 19 razy wpisał się na listę strzelców.

## Sukcesy

### Ajax Amsterdam
- Eredivisie: 2001–02
- Puchar Holandii: 2001–02
- Superpuchar Holandii: 2001–02

### Olympique Marsylia
- Puchar UEFA (Finalista): 2003–04

### Egipt
- Puchar Narodów Afryki: 2006